# Street racing
Street racing – nielegalne wyścigi odbywające się na drogach publicznych. Są to zarówno spontaniczne spotkania niewielkiej liczby kierowców, jak też zaplanowane i zorganizowane zloty większych grup.
W wyścigach często startują samochody tuningowane. Street racing powstał w latach 30. XX w., gdzie miłośnicy motoryzacji postanowili zwiększyć moc dolnozaworowego 4-cylindrowego silnika spalinowego; kiedy skończyła się wojna w Ameryce, zaczął pojawiać się hot-rodding. W latach 50. i 60. XX w. street racing w Ameryce był już całkiem dobrze rozwinięty, kiedy to młodzi ludzie spotykający się w przydrożnych barach zakładali się, kto ma szybszy samochód. 
Historyczne samochody tego sportu to Ford Mustang, Chevrolet Camaro, Dodge Challenger i Chevrolet Corvette. Silniki w tych samochodach to 5- i 6-litrowe V8 (zdarzały się jeszcze większe), moc uzyskana w tych autach po modyfikacjach wynosiła co najmniej 300 KM, a zdarzały się nawet samochody o wysokim momencie obrotowym silnika i mocy ok. 700 KM.
Przykładowe konkurencje to drag racing i drifting.

## Popkultura
Street racing znalazł odzwierciedlenie również w popkulturze.

### Filmografia
- Szybcy i wściekli
- Za szybcy, za wściekli

### Gry komputerowe
- Seria gier Need for Speed; z wyjątkiem części Pro Street, Shift i Shift 2.
- Seria gier Midnight Club
- Seria gier Midtown Madness